# Nationale trofee voor sportverdienste
De Nationale trofee voor sportverdienste is een jaarlijkse Belgische onderscheiding uitgereikt aan een bijzonder verdienstelijke Belgische sporter of sportploeg. Een individuele laureaat kan deze trofee slechts eenmaal ontvangen, wat hem een van de meest prestigieuze onderscheidingen in de Belgische sportwereld maakt. Ploegen kunnen de trofee meerdere malen winnen wanneer het een compleet nieuwe generatie spelers betreft. De trofee wordt toegekend door een jury bestaande uit (oud-)sportkampioenen, sportbonzen en journalisten, onder voorzitterschap van de burgemeester van Brussel.
De trofee werd in 1928 in het leven geroepen door Alban Collignon, als eerbetoon aan de stichter van de Koninklijke Belgische Aero-Club, Fernand Jacobs. Aanvankelijk heette de trofee daarom de Grote Prijs Fernand Jacobs; na vier jaar werd dit de Nationale trofee voor sportverdienste.
Het komt soms voor dat er een sportploeg de prijs wint. Op deze manier zijn er enkele sporters die de prijs tweemaal wonnen, ondanks de regel dat men de trofee slechts eenmaal kan winnen. Zo behoorden Michel Preud'homme en Jan Ceulemans in 1980 tot het Belgisch voetbalelftal dat toen de trofee won omwille van diens mooie prestatie op het EK 1980, alvorens ze later ook individueel de trofee in ontvangst mochten nemen, respectievelijk in 1989 en 1990. Kim Gevaert won de trofee eerst individueel, in 2006, waarna ze het jaar erop opnieuw gelauwerd werd met de 4x100m-estafetteploeg. Ook Kevin Borlée won de prijs eerst zelf in 2011, om vier jaar later samen met zijn collega-lopers van de 4x400m-estafetteploeg op het hoogste schavot te mogen staan.
In 2019 werd de prijs uitgereikt aan het Belgische nationale hockeyteam, na winst op het WK 2018 en het EK 2019. De ploeg werd daarmee de eerste die in eigen naam de prijs tweemaal wist te winnen. Het reglement staat dit toe, omdat het om twee verschillende generaties ging in een ploegsport.

## Winnaars
- 1928: Louis Crooy en Victor Groenen (luchtsport)
- 1929: Georges Ronsse (wielrennen)
- 1930: Hyacinthe Roosen (worstelen)
- 1931: René Milhoux en Jules Tacheny (motorsport)
- 1933: Jef Scherens (wielrennen)
- 1934: Union Sint-Gillis (voetbal)
- 1935: Arnold graaf de Looz-Corswarem (luchtsport)
- 1936: Ernest Demuyter (ballonvaren)
- 1937: Joseph Mostert (atletiek)
- 1938: Hubert Carton de Wiart (autosport)
- 1939: Henry ridder de Menten de Horne (ruitersport)
- 1940: Fernande Caroen (zwemmen)
- 1941: Jan Guilini (zwemmen)
- 1942: Pol Braekman (atletiek)
- 1943: prins Albert de Ligne (algemeen)
- 1944: niet toegekend
- 1945: vliegend personeel van de Belgische sectie van de Royal Air Force (luchtsport)
- 1946: Gaston Reiff (atletiek)
- 1947: Micheline Lannoy en Pierre Baugniet (kunstrijden)
- 1948: Etienne Gailly (atletiek)
- 1949: Feru Moulin (zwemmen)
- 1950: Briek Schotte (wielrennen)
- 1951: Johny Claes en Jacques Ickx (autosport)
- 1952: André Noyelle (wielrennen)
- 1953: bemanning van het jacht Omoo (zeilsport)
- 1954: Adolf Verschueren (wielrennen)
- 1955: Roger Moens (atletiek)
- 1956: Gilberte Thirion (autosport)
- 1957: Jacky Brichant en Philippe Washer (tennis)
- 1958: René Baeten (motorcross)
- 1959: Belgische hockeyploeg bij de mannen (hockey)
- 1960: Flory Van Donck (golf)
- 1961: Rik Van Looy (wielrennen)
- 1962: Gaston baron Roelants (atletiek)
- 1963: Aureel Vandendriessche (atletiek)
- 1964: Joël Robert (motorcross)
- 1965: Eerste Jachtwing van de Belgische Luchtmacht (luchtsport)
- 1966: Raymond ridder Ceulemans (biljart)
- 1967: Ferdinand Bracke en Eddy baron Merckx (wielrennen)
- 1968: Jacky Ickx (autosport)
- 1969: Serge Reding (gewichtheffen)
- 1970: Freddy Herbrand (atletiek)
- 1971: Miel Puttemans (atletiek)
- 1972: Karel Lismont (atletiek)
- 1973: Roger De Coster (motorcross)
- 1974: Paul Van Himst (voetbal)
- 1975: Jean-Pierre Burny (kanovaren)
- 1976: Ivo Van Damme (atletiek)
- 1977: Gaston Rahier (motorcross)
- 1978: RSC Anderlecht (voetbal)
- 1979: Robert Van de Walle (judo)
- 1980: Belgische voetbalploeg bij de mannen (voetbal)
- 1981: Annie Lambrechts (rolschaatsen)
- 1982: Ingrid Berghmans (judo)
- 1983: Eddy Annys (atletiek)
- 1984: André Malherbe (motorcross)
- 1985: niet toegekend
- 1986: William Van Dijck (atletiek)
- 1987: Ingrid Lempereur (zwemmen)
- 1988: Eric Geboers (motorcross)
- 1989: Michel Preud'homme (voetbal)
- 1990: Jan Ceulemans (voetbal)
- 1991: Jean-Michel Saive (tafeltennis)
- 1992: Annelies Bredael (roeien)
- 1993: Vincent Rousseau (atletiek)
- 1994: Brigitte Becue (zwemmen)
- 1995: Frédérik Deburghgraeve (zwemmen)
- 1996: Johan Museeuw (wielrennen)
- 1997: Luc Van Lierde (triatlon)
- 1998: Ulla Werbrouck (judo)[2]
- 1999: Gella Vandecaveye (judo)[3]
- 2000: Joël Smets (motorcross)[4]
- 2001: Kim Clijsters en Justine Henin (tennis)[5]
- 2002: Marc Wilmots (voetbal)
- 2003: Stefan Everts (motocross)[6]
- 2004: jonkheer Axel Merckx (wielrennen)
- 2005: Tom Boonen (wielrennen)
- 2006: Kim Gevaert en Tia Hellebaut (atletiek)
- 2007: 4x100m-estafetteploeg voor vrouwen (atletiek)
- 2008: niet toegekend[7]
- 2009: Philippe Gilbert (wielrennen)
- 2010: Philippe Le Jeune (paardensport)[8]
- 2011: Kevin Borlée (atletiek)[9]
- 2012: Evi Van Acker (zeilen)[10]
- 2013: Frederik Van Lierde (triatlon)[11]
- 2014: Daniel Van Buyten (voetbal)[12]
- 2015: 4x400m-estafetteploeg voor mannen (atletiek)
- 2016: Nafissatou Thiam (atletiek)[13]
- 2017: David Goffin (tennis)[14]
- 2018: Nina Derwael (gymnastiek)[15]
- 2019: Belgische hockeyploeg bij de mannen (hockey)[16]
- 2020: Wout van Aert (wielrennen)[17]
- 2021: Bashir Abdi (atletiek)[18]
- 2022: Remco Evenepoel (wielrennen)[19]
- 2023: Bart Swings (schaatsen, skeeleren)[20]
- 2024: Lotte Kopecky (wielrennen)[21]

1928 Louis Crooy en Victor Groenen · 1929 Georges Ronsse · 1930 Hyacinthe Roosen · 1931 René Milhoux en Jules Tacheny · 1933 Jef Scherens · 1934 Union Sint-Gillis · 1935 Arnold de Looz-Corswarem · 1936 Ernest Demuyter · 1937 Joseph Mostert · 1938 Hubert Carton de Wiart · 1939 Henry de Menten de Horne · 1940 Fernande Caroen · 1941 Jan Guilini · 1942 Pol Braekman · 1943 Albert de Ligne · 1944 niet toegekend · 1945 vliegend personeel van de Belgische sectie van de Royal Air Force · 1946 Gaston Reiff · 1947 Micheline Lannoy en Pierre Baugniet · 1948 Etienne Gailly · 1949 Feru Moulin · 1950 Briek Schotte · 1951 Johny Claes en Jacques Ickx · 1952 André Noyelle · 1953 bemanning van het jacht Omoo (zeilsport) · 1954 Adolf Verschueren · 1955 Roger Moens · 1956 Gilberte Thirion · 1957 Jacky Brichant en Philippe Washer · 1958 René Baeten · 1959 Belgische hockeyploeg bij de mannen · 1960 Flory Van Donck · 1961 Rik Van Looy · 1962 Gaston Roelants · 1963 Aureel Vandendriessche · 1964 Joël Robert · 1965 Eerste Jachtwing van de Belgische Luchtmacht · 1966 Raymond Ceulemans · 1967 Ferdinand Bracke en Eddy Merckx · 1968 Jacky Ickx · 1969 Serge Reding · 1970 Freddy Herbrand · 1971 Miel Puttemans · 1972 Karel Lismont · 1973 Roger De Coster · 1974 Paul Van Himst · 1975 Jean-Pierre Burny · 1976 Ivo Van Damme · 1977 Gaston Rahier · 1978 RSC Anderlecht · 1979 Robert Van de Walle · 1980 Belgische voetbalploeg bij de mannen · 1981 Annie Lambrechts · 1982 Ingrid Berghmans · 1983 Eddy Annys · 1984 André Malherbe · 1985 niet toegekend · 1986 William Van Dijck · 1987 Ingrid Lempereur · 1988 Eric Geboers · 1989 Michel Preud'homme · 1990 Jan Ceulemans · 1991 Jean-Michel Saive · 1992 Annelies Bredael · 1993 Vincent Rousseau · 1994 Brigitte Becue · 1995 Frédérik Deburghgraeve · 1996 Johan Museeuw · 1997 Luc Van Lierde · 1998 Ulla Werbrouck · 1999 Gella Vandecaveye · 2000 Joël Smets · 2001 Kim Clijsters en Justine Henin · 2002 Marc Wilmots · 2003 Stefan Everts · 2004 Axel Merckx · 2005 Tom Boonen · 2006 Kim Gevaert en Tia Hellebaut · 2007 4x100m-estafetteploeg voor vrouwen · 2008 niet toegekend · 2009 Philippe Gilbert · 2010 Philippe Le Jeune · 2011 Kevin Borlée · 2012 Evi Van Acker · 2013 Frederik Van Lierde · 2014 Daniel Van Buyten · 2015 4x400m-estafetteploeg voor mannen · 2016 Nafissatou Thiam · 2017 David Goffin · 2018 Nina Derwael · 2019 Belgische hockeyploeg bij de mannen · 2020 Wout van Aert · 2021 Bashir Abdi · 2022 Remco Evenepoel · 2023 Bart Swings · 2024 Lotte Kopecky